# Richard Harris (homme politique)
Pour les articles homonymes, voir Richard Harris et Harris.
Richard M. (Dick) Harris (né le 6 septembre 1944 à Vancouver, Colombie-Britannique) est un homme politique canadien

## Biographie
Il a été député à la Chambre des communes du Canada, représentant la circonscription britanno-colombienne de Cariboo—Prince George de 2004 à 2015 sous la bannière du Parti conservateur du Canada. De 1993 à 2004 il était le député de Prince George—Bulkley Valley, d'abord sous la bannière du Parti réformiste (1993 à 1997) puis de l'Alliance canadienne (1997 à 2003). De 2001 à 2002, il était whip en chef de l'Opposition. Il ne s'est pas représenté lors des élections générales de 2015.